# Dolmen de San Adrián

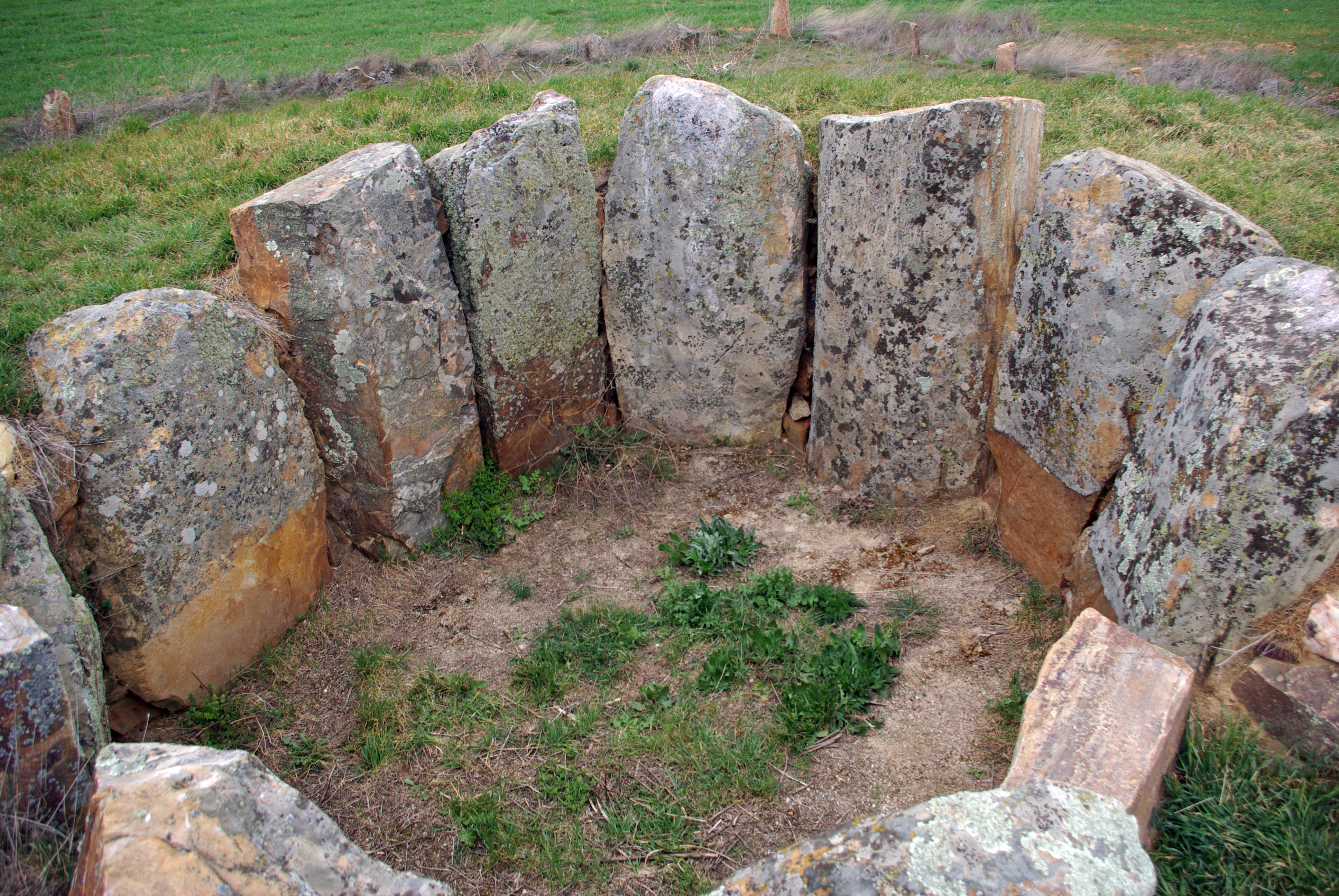
Vista de los ortostatos y de la cámara funeraria.

El dolmen de San Adrián es un megalito prehistórico situado al norte de la localidad zamorana de Granucillo (Castilla y León, España) y fechado entre hace 3500 y 3000 años. Se encuentra en el pago de La Horca, en la vega del arroyo Almucera, sobre un pequeño alto, muy cerca de la ermita homónima, bien señalizado y protegido; su gestión corre a cargo de la Fundación del Patrimonio Histórico de Castilla y León.

## Historia
Conocido desde tiempo inmemorial, fue primeramente excavado en la década de 1930 por el padre Morán, quien encontró ocho ortostatos, cuatro de ellos fragmentados. En 1984 se volvió a excavar y se hallaron tres fosas más de cimentación de otras tantas losas, que completan el perímetro de la cámara. Tras el estudio de las piezas y el ajuar encontrados, se recompuso el dolmen, reordenando los ortostatos según su cimentación original en un óvalo cerrado, cubriendo los huecos con materiales más pequeños, y reconstruyendo el túmulo de tierra que lo cubría alrededor.

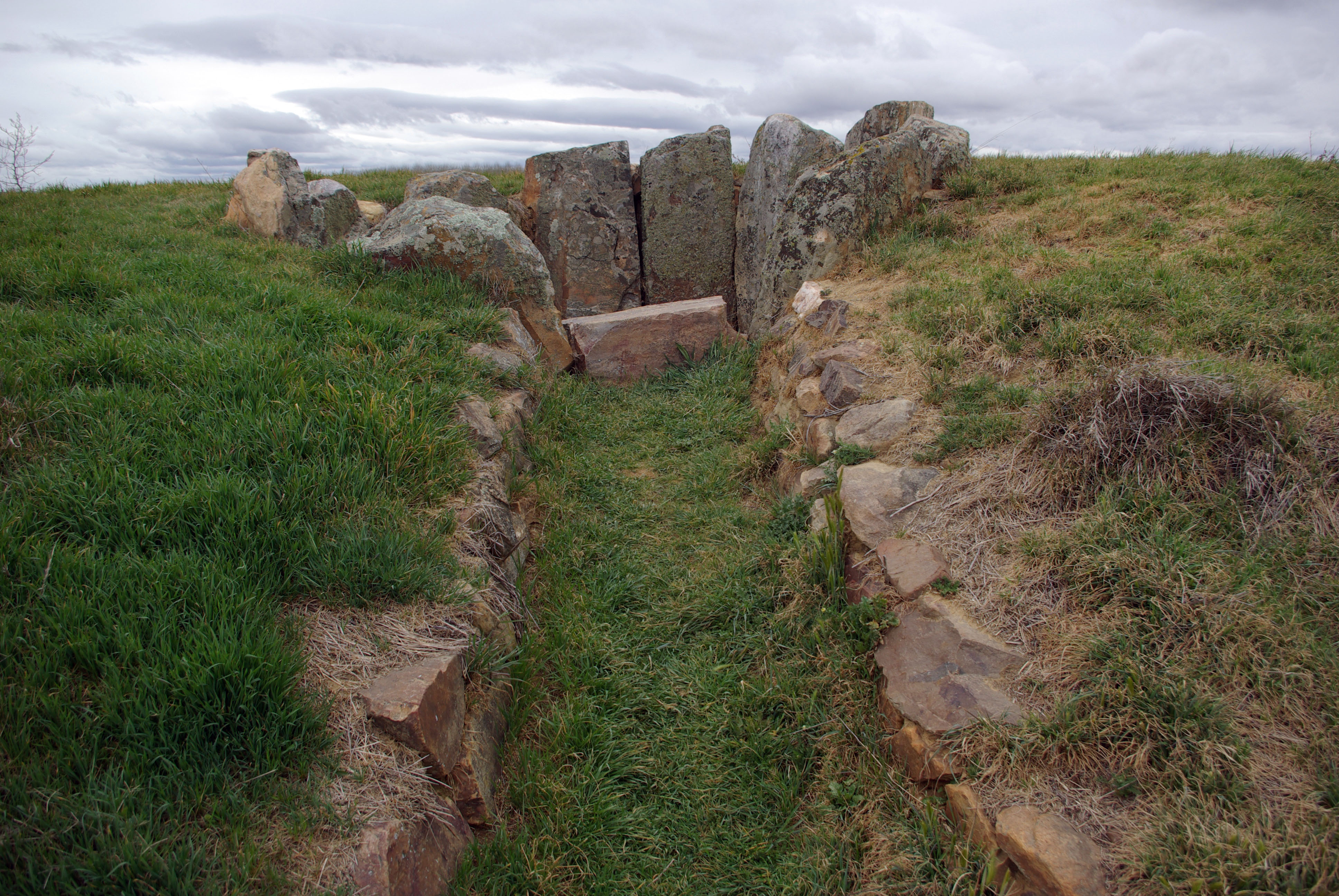
Vista desde el SE con el pequeño corredor creado en la reconstrucción.

Por su tamaño es considerado un dolmen, y así es denominado oficialmente —dolmen de San Adrián—, pero por su estructura es más una cista megalítica y así ha sido tradicionalmente interpretado, ya que no posee corredor de entrada. Por ello, durante las labores de reconstrucción se decidió colocar en el flanco suroriental un ortostato de menor tamaño que da acceso al dolmen por el túmulo rebajado en esta sección.
En el interior se encontró un ajuar compuesto por una cuenta verde de collar de variscita, varias cuentas de pizarra en forma de disco, una punta de flecha, un importante conjunto de microlitos geométricos, un prisma de cuarzo y varios fragmentos de cerámica de la Edad de Bronce.
Junto con el dolmen de «Las Peñezuelas», fue declarado Bien de Interés Cultural con categoría de zona arqueológica el 24 de noviembre de 1994 por la Dirección General de Patrimonio y Promoción Cultural de la Junta de Castilla y León.
Para visitarlo se debe llegar hasta el pueblo de Granucillo, de donde parte un camino agrícola en la margen izquierda del puente que cruza el arroyo de Almucera hacia la ermita de San Adrián. Allí existe un pequeño aparcamiento y sale la vereda que conduce al dolmen.